# Godzilla: Tokyo S.O.S.
Godzilla: Tokyo S.O.S., Japanse titel Godzilla, Mothra, MechaGodzilla: Tōkyō SOS (ゴジラ×モスラ×メカゴジラ 東京SOS, Gojira Mosura MekaGojira Tōkyō Esu Ō Esu), is een Japanse kaijufilm uit 2003, en de 27e van de Godzilla-films. De film is een vervolg op Godzilla Against Mechagodzilla. Daarmee is dit de enige film uit de millenniumreeks die een vervolg is op een eerdere film uit dezelfde reeks.

## Verhaal
De film speelt zich een jaar na “Godzilla Against Mechagodzilla” af. De JSDF krijgt onverwacht bezoek van de Shobijin, de handlangers van Mothra. Ze vertellen hen dat het verkeerd was om de botten van de originele Godzilla te gebruiken voor Mechagodzilla. Ze stellen een ultimatum: de JSDF moet Mechagodzilla vernietigen en de botten terugbrengen naar zee. Als ze dat doen, zal Mothra Japan verdedigen tegen Godzilla. Zo niet, dan verklaart Mothra de mensheid de oorlog.
Spoedig keert Godzilla terug, en dood bij zijn aankomst een ander monster genaamd Kamoebas. Mothra duikt op en bevecht Godzilla. Godzilla lijkt de overhand te hebben, dus stuurt JSDF toch de Mechagodzilla eropuit om de stand gelijk te trekken. Godzilla slaagt erin zowel Mothra als MechaGodzilla te verslaan. Ondertussen komen op Infant Island twee eieren van Mothra uit. De Mothra-larven die zich in de eieren bevonden haasten zich naar Japan om Mothra te helpen. Terwijl de JSDF Mechagodzilla repareert, bevechten de larven Godzilla. Mothra offert zichzelf uiteindelijk op om haar larven te beschermen.
Net op tijd is Mechagodzilla hersteld, en de robot bevecht opnieuw Godzilla. Hij slaagt erin Godzilla te verzwakken, waarna de Mothra-larven hem vastbinden met hun web. Dan schiet Mechagodzilla opeens zijn piloot eruit, en begeeft zich naar Godzilla. JSDF vermoed dat de persoonlijkheid van de originele Godzilla wederom bezit heeft genomen van Mechagodzilla. Mechagodzilla pakt de vastgebonden Godzilla op, en draagt hem naar zee. De twee vallen in zee en zinken naar de bodem.

## Rolverdeling
| Acteur            | Personage                      |
| ----------------- | ------------------------------ |
| Noboru Kaneko     | Yoshito Chujo                  |
| Miho Yoshioka     | Azusa Kisaragi                 |
| Mitsuki Koga      | Kyosuke Akiba                  |
| Masami Nagasawa   | Shobijin                       |
| Chihiro Otsuka    | Shobijin                       |
| Koh Takasugi      | JSDF Colonel Togashi           |
| Hiroshi Koizumi   | Dr. Shinichi Chujo             |
| Akira Nakao       | Prime Minister Hayato Igarashi |
| Koichi Ueda       | General Dobashi                |
| Norman England    | Sgt. Woodyard                  |
| Naomasa Rokudaira | Goro Kanno                     |
| Tsutomu Kitagawa  | Godzilla                       |
| Motokuni Nakagawa | Mechagodzilla                  |

## Trivia
- Kamoebas is overgenomen uit de film Space Amoeba.
- Dit is de enige film waarin Mechagodzilla Godzilla verslaat, maar Godzilla niet later terugkeert en alsnog van Mechagodzilla wint.
- Dit was de vijfde film met Mechagodzilla. Daarmee staat hij op een gedeelde derde plek met Rodan en Anguirus als meestvoorkomende bijmonster in een Godzillafilm. Op de eerste en tweede plaats staan Mothra en King Ghidorah.
- Het gevecht tussen Mohtra en Godzilla is vrijwel gelijk aan dat uit de film Mothra vs. Godzilla; de volwassen Mothra verliest, maar haar twee larven verslaan Godzilla vervolgens.
- De film bracht in Japan $17 miljoen op.